# Orgeln in Słupsk
Die Orgeln in Słupsk sind historische und moderne Instrumente. Die Orgel der Hyazinthkirche ist eine Rekonstruktion der Barockorgel von 1657 mit dem originalen Prospekt. Die Kreuzkirche hat ein Instrument von Schlag & Söhne von 1898.

## Hyazinthkirche
Die Orgel in der Kirche St. Hyazinth ist ein Neubau von 2002 der Firma von Józef Mollin. Sie ist eine Rekonstruktion mit der Disposition des Instruments von 1657, das Paul Fischer und Michael Beriegel gebaut hatten, mit dem originalen Prospekt und den Prospektpfeifen Principal 4′. Sie hat 33 Register auf drei Manualen und Pedal.

### Geschichte
1654 beauftragte der ehemalige Bischof von Cammin Ernst Bogislaw von Croÿ den Orgelbauer Paul Fischer aus Rügenwalde mit dem Bau einer neuen Orgel für die Schlosskirche St. Johannes in Stolp in Pommern.
Nach dessen Tod setzte wahrscheinlich Michael Beriegel die Arbeiten bis 1657 fort. Die Schnitzarbeiten führte Hans Eddelwer aus Rügenwalde im Knorpelstil durch. Ursprünglich gab es am Hauptwerk und am Rückpositiv Flügeltüren. Diese wurden um 1700 durch geschnitzte Schmuckelemente („Ohren“) ersetzt.
Von der ursprünglichen Orgel sind erhalten:
- das (teilweise veränderte) Orgelgehäuse
- die Gehäuseornamentik und die Farbfassung und
- 29 Prospektpfeifen des Rückpositivs (Principal 4′).

1892 wurde bei einem Brand in der Kirche die Orgel schwer beschädigt. In den folgenden Jahren wurde ein Instrument mit 20 Stimmen wiederhergestellt. 1910 bis 1911/12 wurde eine pneumatische Spiel- und Registertraktur an Stelle der mechanischen eingebaut und die Disposition romantisch verändert. 1947, 1950, 1972 und 1980 fanden Reparaturen und kleinere Veränderungen statt.
1995 wurde die Rekonstruktion der Barockorgel von 1657 beschlossen. Die Orgelforscher Jan Janca und Martin Rost konnten die ursprüngliche Disposition auffinden. 2000 begannen Józef und Zdzisław Mollin mit dem Neubau hinter dem bestehenden Barockgehäuse. 2002 waren die Arbeiten abgeschlossen.

### Disposition
Die Orgel hat jetzt wieder 33 Register auf drei Manualen mit Pedal. Der Prospekt und das Register Principal 4′ sind von 1657 erhalten.
Die Disposition lautet:
| I Rückpositiv CD–c3 |             |       |      |
| 1.                  | Floit       | 8′    |      |
| 2.                  | Principal   | 4′    | 1657 |
| 3.                  | Quintade    | 4′    |      |
| 4.                  | Superoctave | 2′    |      |
| 5.                  | Waldfloit   | 2′    |      |
| 6.                  | Suiffloit   | 1 ⁄3′ |      |
| 7.                  | Cromhorn    | 8′    |      |
| 8.                  | Trommet     | 8′    |      |

| II Hauptwerk CD–c3 |           |     |
| 9.                 | Bordun    | 16′ |
| 10.                | Principal | 8′  |
| 11.                | Gemshorn  | 8′  |
| 12.                | Quintade  | 8′  |
| 13.                | Octave    | 4′  |
| 14.                | Rohrfloit | 4′  |
| 15.                | Quinte    | 3′  |
| 16.                | Octave    | 2′  |
| 17.                | 1 3⁄5′    |     |
| 18.                | Mixtur IV |     |

| III Brustwerk CD–c3 |            |    |
| 19.                 | Floit      | 8′ |
| 20.                 | Floit      | 4′ |
| 21.                 | Principal  | 2′ |
| 22.                 | Zimbel III |    |
| 23.                 | Knopfregal | 8′ |

| Pedal C–d1 |             |     |
| 24.        | Gedackt     | 16′ |
| 25.        | Quintade    | 8′  |
| 26.        | Gedackt     | 8′  |
| 27.        | Octave      | 4′  |
| 28.        | Nachthorn   | 4′  |
| 29.        | Bauernfloit | 1′  |
| 30.        | Posaune     | 16′ |
| 31.        | Bordun      | 16′ |
| 32.        | Trommet     | 8′  |
| 33.        | Cornett     | 2′  |

- Schwebekoppel: III/II

Technische Daten
- Spiel- und Registertraktur mechanisch
- Schleifladen

## Marienkirche
Die Marienkirche war die Hauptkirche der Stadt Stolp. Nach mehreren Vorgängerinstrumenten bauten J. F. Schulzes Söhne 1860 bis 1861 eine neue Orgel mit zwei Manualen. Diese wurde 1903/1904 von Paul Voelkner auf 40 Stimmen mit drei Manualen vergrößert. Für eine erneute Erweiterung bewarben sich 1929/1932 unter anderen die Firmen W. Sauer, E. F. Walcker, G. F. Steinmeyer und E. Kemper. Die Arbeiten führte 1934 P. Furtwängler & Hammer durch, bei denen ein viertes Manual eingebaut und die Registerzahl auf 59 vergrößert wurde. Es wurde ein fahrbarer elektrischer Spieltisch gebaut und die Orgelempore vergrößert. Es gab Schleifladen.
Um 1947 (?) baute Stefan Truszczyński ein neues Instrument mit 23 Registern, zwei Manualen und Pedal.
Dieses wurde 2019 abgebaut, um eine neue Orgel aufzubauen, die aus Freiburg i. Br. angekauft wurde. Diese stammt von 1956 und hat 44 Register, die nun auf 54 Register erweitert werden sollen.

## Kreuzkirche
Die evangelische Kreuzkirche hat seit 2007 eine Orgel der Firma Schlag & Söhne mit 10 Registern, zwei Manualen und Pedal.
Diese war 1896 als Opus 444 für die Kirche im schlesischen Heinrichsfelde (heute Grabie) gebaut worden. Nach 1945 kam sie in die evangelische Kirche in Golasowice (Gollasowitz) in Schlesien. 2006 wurde sie dort abgebaut und im darauffolgenden Jahr in Słupsk eingeweiht.
Disposition
Die Disposition ist
| I Manual C– |                     |    |
| 1.          | Principal           | 8′ |
| 2.          | Gedackt             | 8′ |
| 3.          | Gambe               | 8′ |
| 4.          | Octave              | 4′ |
| 5.          | Progr. harm. II–III |    |

| II Manual C– |              |    |
| 6.           | Portunal     | 8′ |
| 7.           | Salicet      | 8′ |
| 8.           | Fl. travers. | 4′ |

| Pedal C– |         |     |
| 9.       | Subbass | 16′ |
| 10.      | Cello   | 8′  |

- Koppeln: I/II, I/P, II/P
- Pneumatische Traktur

## Ottokirche
Die Klarissenkirche St. Otto hat eine Orgel von Ryszard Plenikowski und Józef Adamczyk von 1973. Diese hat 13 Register mit zwei Manualen und Pedal.